# Juliusz Znaniecki
Juliusz Znaniecki herbu Krzywda (ur. 8 listopada 1908 w Smoleńsku, zm. w 1958 lub 1960 w Nowym Jorku) – polski poeta i prozaik.

## Życiorys
Urodził się 8 listopada 1908 w Smoleńsku w rodzinie Floriana Znanieckiego herbu Krzywda (1882–1958) i Emilii z domu Szwejkowskiej. Ukończył Państwowe Gimnazjum im. Bolesława Chrobrego w Gnieźnie, gdzie w 1927 zdał maturę. Jako poeta debiutował w okresie międzywojennym. Publikował m.in. w „Gazecie Polskiej", „Kurierze Warszawskim", „Czasie", „Tęczy", „Pionie", „Kinie". Wydał tom wierszy Dwór na bezdrożach (1932). Otrzymał Nagrodę Ministerstwa Spraw Wojskowych w konkursie literackim za nowelę Dziedzictwo w 1936. 
Więzień niemieckich obozów koncentracyjnych w czasie II WŚ; przed uwięzieniem współpracował z polskim ruchem oporu, prawdopodobnie NSZ; wydawał utwory w podziemnym obiegu; uwięziony po powstaniu warszawskim. 
Zmarł śmiercią samobójczą w 1960. Pochowany na cmentarzu Columbia Gardens w Arlington.
W latach 30. XX wieku ożenił się z Ireną Kozłowską, z którą miał syna Macieja Znanieckiego, dziennikarza Redakcji Rolnej Telewizji Polskiej, męża aktorki Wandy Koczeskiej i ojca reżysera operowego Michała Znanieckiego oraz córkę Ewę Znaniecką (Górską), żonę dziennikarza Krzysztofa Górskiego.